# Novosëlovo
Novosëlovo (in russo Новосёлово?) è un villaggio della Russia asiatica, situato nel Territorio di Krasnojarsk. È il centro amministrativo del distretto Novosëlovskij.
Si trova sulla riva sinistra del bacino idrico di Krasnojarsk, 222 km a sud-ovest di Krasnojarsk e 179 km da Abakan.